# Bamingui-Bangoran
Bamingui-Bangoran là một trong 14 tỉnh của Cộng hòa Trung Phi, giáp biên giới với các vùng Moyan-Chari và Salamat của Tchad. Tỉnh này có diện tích 58.200 km² và dân số 38.437 người (điều tra năm 2003). Mật độ dân số 0,66 người/km². Thủ phủ là Ndélé.

## Bamingui

### Thị xã và làng
Ancien Village de Gara, Ancien Village Ngouassa, Bakolekpa, Balouba, Balouba Yakandjia,
Bamingui, Bandeve, Bangoran, Bingou, Bissingou, Boufoura, Boumbala, Dacpa Mindou, Dangavo, Dangou Badouma, Digba, Elle, Grand Elan, Kaga Nze, Kaka, Koukourou, Koutessako, Kouya Koundou, Kovongo Mia, Maikaba, Miafondo, Ngoussoua, Nianga Bitibanda, Niango Amane, Sakoumba, Vata, Yambala, Yambala Koudouvele, Yangou Birolo,Yangou Gala, Yangou Gongo, Yangoulika, Yombo

## Ndele

### Thị xã và làng
Abou-Ndoulaf, Akourousoulba,
Aliou,
Bakolekpa, Ndele,
Bandjipreu,
Bangbali,
Bangbali-Outmane,
Bavoko,
Bilinguili,
Bir-Batouma Moussa,
Bolo,
Botedjo,
Boul-Kinia,
Campement de Mialouto,
Demi Batchi,
Deo,
Diki,
Djabossinda,
Djamassinda,
Dongo,
Doum,
Gaita Mainda,
Galo,
Garba,
Gbetihindjou,
Godere,
Godovo,
Golongoso,
Gondo,
Gou Mbre,
Goumindou,
Gounda,
Gouyambri,
Goz Amar,
Goz Beida,
Idongo,
Kadekadjia,
Kaga-Doumba,
Kaligne-Souleyman,
Kassena Souleyman,
Kenouzou,
Kilibiti,
Kolo,
Kori,
Koubou,
Koudi,
Koundi,
Koutchikako,
Koutoukaye,
Kouyara,
Kpakpale,
Krakoma,
Lazanguere,
Lemena,
Lokotoumala,
Manegoto,
Manga,
Manovo,
Mbala,
Mbolo,
Mbolo Abetlanga,
Mialouto,
Miamere,
Miamete Adoum,
Mindou,
Ndagra,
N'Délé,
Ndire,
Ngoudjaka,
Ngoudro,
Ngouga,
Ngoumbiri,
Ngoussoua,
Ngoussoua Campement,
Njoko,
Ouihi,
Ouihi-Goutehoko,
Pata,
Rokone al Arab,
Sokoumba,
Takara,
Tiri,
Tolisso,
Vougba,
Voungba,
Yaffo,
Yangou Birlo,
Yangou Brindji,
Yangou Ndarsa,
Zoukoutoumiala,
Zoukoutouniala